# Ogród Botaniczny Wellington

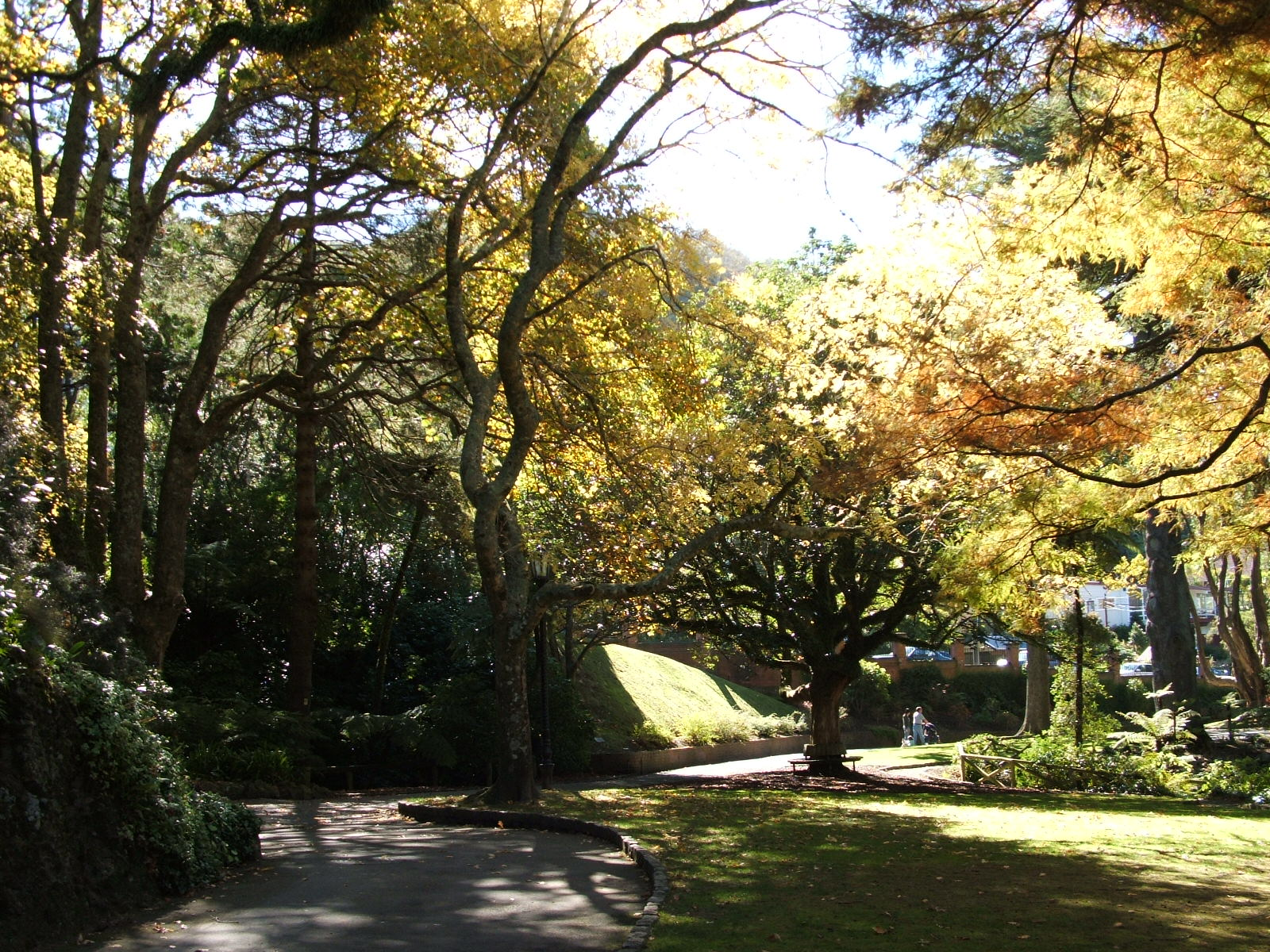
Ogród Botaniczny Wellington

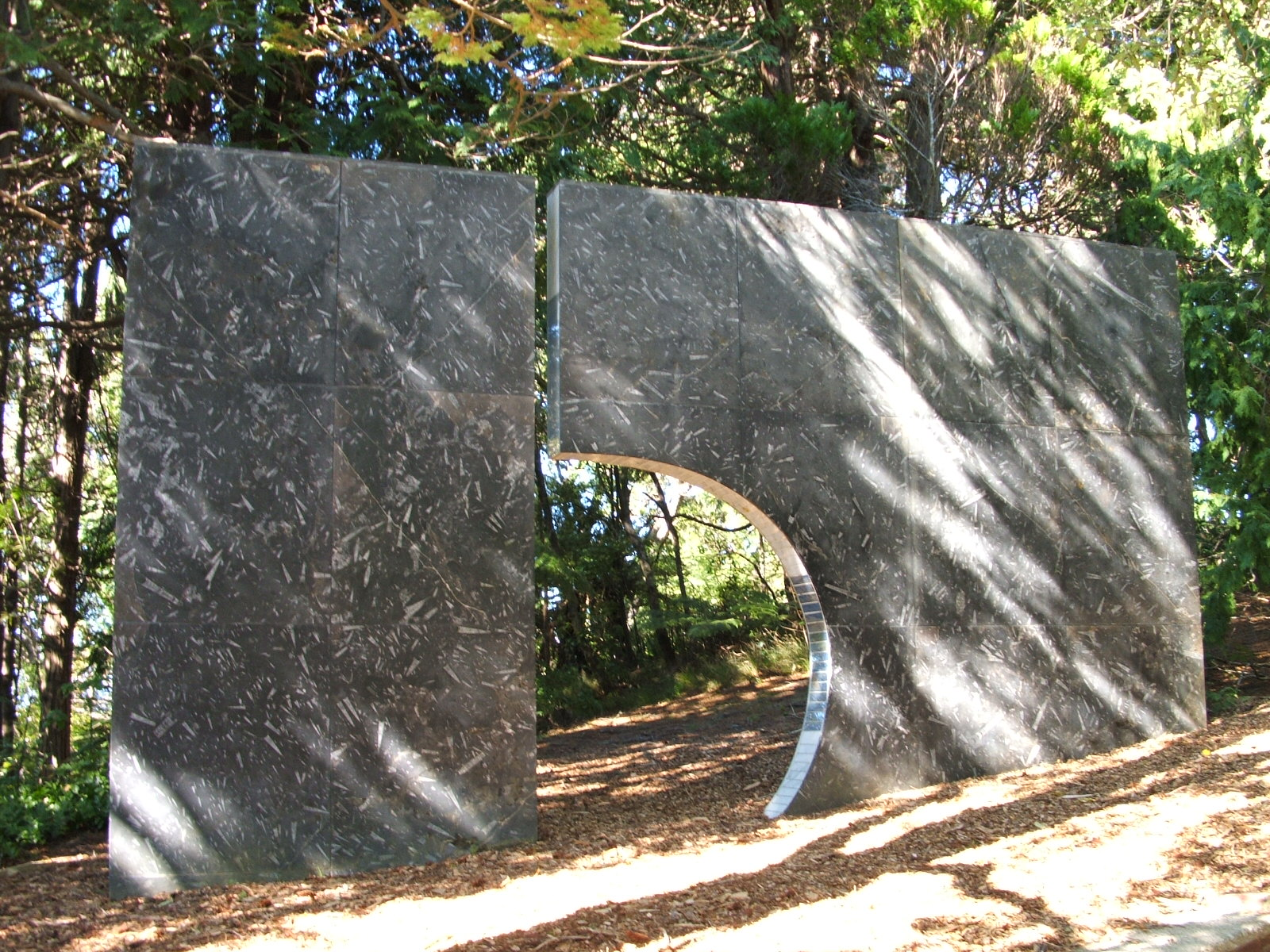
Jedna z wielu rzeźb w Ogrodzie

Ogród Botaniczny Wellington – ogród botaniczny, rezerwat przyrody w Wellington zajmujący 25 hektarów ziemi w dzielnicach Thorndon i Kelburn, blisko centrum Wellington. Ogród obejmuje duży obszar chronionych lasów, roślin, krzewów itp. Miejska kolejka elektryczna przejeżdża również przez ogród. 
W ogrodzie oprócz roślin porozstawiane są dzieła rzeźbiarskie artystów takich jak:
- Henry Moore
- Andrew Drummond
- Chris Booth

## Historia
Ogród został założony w 1868 roku. Z czasem władze ogrodu dzieliły go na poszczególne części, m.in.:
1. Lady Norwood Rose Garden (1950)
2. Begonia House (Dom Begonii) (1960)
3. Treehouse Visitor Centre (1991)